# 汽车蓄电池

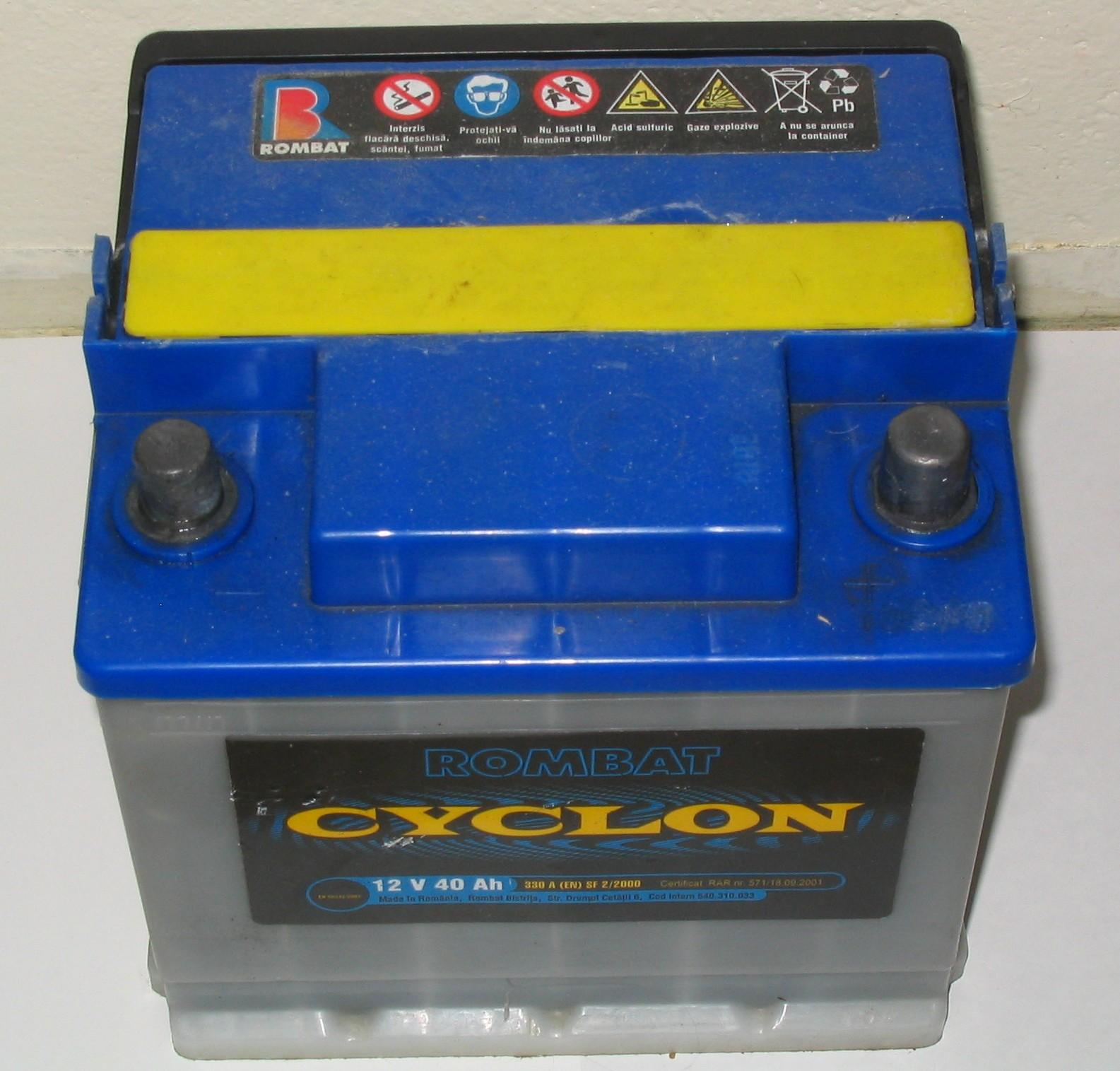
一個12 V，40 Ah的汽車蓄電池

汽车蓄电池又稱為SLI電池（Starting-Lighting-Ignition），是一种用于启动汽车的可充电电池，它的主要作用是为汽車內的发动机提供電力。发动机啟動后，汽車蓄电池仍繼續向汽车电气系统供電，交流發電機則根據用電需求的增加或減少為電池充電。通常情况下，启动汽車所使用的汽车蓄电池电量不到电池容量的百分之三。

## 現代汽車中的電池

### 汽油和柴油發動機
通常情況下，啟動消耗的電池電量不到電池容量的3%。因此，汽車電池的設計目標是在短時間內提供最大電流。由於這個原因，它們有時被稱為“汽車蓄電池”，用於啟動、照明和點火。汽車蓄電池的設計不適合深度放電，完全放電會縮短電池的使用壽命。
除了啟動引擎外，當車輛的電力需求超過充電系統的供電量時，汽車蓄電池還能提供必要的額外電力。它還能起到穩定器的作用，平衡可能造成損害的電壓尖峰。引擎運轉時，大部分電力由交流發電機提供，發電機內建電壓調節器，可將輸出電壓保持在 13.5 伏特至 14.5 伏特之間。現代汽車蓄電池為鉛酸電池，使用六個串聯電池單元提供標稱 12 伏特系統（適用於大多數乘用車和輕型卡車），或使用十二個電池單元提供 24 伏特系統（適用於重型卡車或土方設備）。
由於電池通風口堵塞或通風不良，再加上點火源，負極處可能會積聚氫氣，引發氣體爆炸。引擎啟動過程中的爆炸通常與腐蝕或骯髒的電瓶極柱有關。美國國家公路交通安全管理局1993 年的一項研究表明，31% 的汽車電池爆炸傷害發生在電池充電時。其次最常見的情況是在進行電纜連接時、跨接啟動時（通常是由於在連接充電源之前未連接到沒電的電池，以及未連接到車輛底盤而是直接連接到接地的電池極柱）以及檢查液位時。近三分之二的受傷者遭受化學灼傷，近四分之三的受傷者眼睛受傷，以及其他可能的傷害。

### 電動和混合動力車
電動車由高壓電動車電池供電，但它們通常也配有汽車電池，以便可以使用設計為以 12 伏特運行的標準汽車配件。它們通常被稱為輔助電池。
與傳統的內燃機汽車不同，電動車不使用交流發電機為輔助電池充電，而是使用直流-直流轉換器將高電壓降至所需的浮動充電壓（通常在 14 伏特左右）。
此外，電動車沒有啟動電機，因此只需要輔助電池提供有限的電力和能量。為此，特斯拉於 2021 年推出了一款儲能僅 99 千瓦的鋰離子輔助電池。

## 設計
汽車電池是濕電池的一個例子，它有六個電池單元。鉛蓄電池的每個電池單元由交替的極板組成，這些極板由鉛合金板柵製成，板柵內填充海綿鉛板（陰極） 或塗有二氧化鉛（陽極）。 每個電池單元都充滿了硫酸溶液，也就是電解液。最初，每個電池單元都有一個加液口蓋，可以透過它查看電解液液位，並向電池單元加水。加液口蓋上有一個小排氣孔，可以讓充電過程中產生的氫氣從電池單元排出。
電池單元透過短而粗的帶子連接，從一個電池單元的正極板連接到相鄰電池單元的負極板。一對粗端子安裝在電池頂部（有時是側面），端子表面鍍有鉛以防腐蝕。早期的汽車電池使用硬橡膠外殼和木質隔板。現代電池則使用塑膠外殼和編織板，以防止電池極板接觸和短路。
過去，汽車電池需要定期檢查和維護，以更換電池運行過程中分解產生的水。「低維護」（有時也稱為「零維護」）電池使用不同的合金作為極板元件，從而減少了充電時分解的水量。現代電池在其使用壽命內可能不需要額外加水；有些類型的電池取消了每個電池的單獨加水蓋。這些電池的一個缺點是它們極不耐受深度放電，例如，當汽車電池電量完全耗盡時，車燈一直亮著。這會在鉛板電極上形成硫酸鉛沉積物，並可能縮短電池壽命的三分之一或更多。
閥控鉛酸電池，又稱為吸收式玻璃纖維隔板（AGM）電池，對深度放電的耐受性更強，但價格也更高。 VRLA 電池不允許在電池單元中加水。每個電池單元都配有自動洩壓閥，以防止電池外殼在嚴重過度充電或內部故障時破裂。閥控鉛酸電池不會溢出電解液，這使其特別適用於摩托車等車輛。
電池通常由六個串聯的原電池組成。每個電池可提供 2.1 伏特的電壓，充滿電時總電壓為 12.6 伏特。在放電過程中，負極（鉛）端子發生化學反應，將電子釋放到外部電路，正極（氧化鉛）端子則發生另一個化學反應，從外部電路吸收電子。這驅動電子透過外部電路導線（電導體）產生電流（電能）。電池放電時，電解液中的酸會與極板材料反應，將其表面改為硫酸鉛。電池充電時，化學反應則相反：硫酸鉛重新變成二氧化鉛。將極板恢復到原始狀態後，可以重複此過程。
部分車輛使用其他啟動電瓶。為了減輕重量，2010 年保時捷 911 GT3 RS選配了鋰離子電池；自 2018 年起，所有起亞 Niro傳統混合動力車型均配備鋰離子電池。重型車輛可能採用兩塊串聯電池組成 24 伏系統，或採用串並聯電池組供電 24 伏特。

## 使用與維護
過熱是電池故障的主要原因，例如電解液在高溫下蒸發，導致極板暴露在電解液中的有效表面積減少，從而導致硫酸鹽化。板柵腐蝕速度會隨著溫度升高而加快。低溫也會導致電池故障。
如果電池電量耗盡，無法啟動發動機，可以透過外部電源進行跨接啟動。引擎啟動後，如果交流發電機和充電系統完好無損，就可以為電池充電。
電池端子腐蝕會導致汽車因電阻而無法啟動，而適當塗抹電介質油脂可以防止這種情況發生。
硫酸鹽化是指電極上覆蓋一層堅硬的硫酸鉛，這會削弱電池性能。當電池未充滿電並處於放電狀態時，就會發生硫酸鹽化。硫酸鹽化的電池應緩慢充電，以防止損壞。
SLI 電池（啟動、照明和點火）並非設計用於深度放電，因此深度放電會縮短其壽命。
啟動電池的極板設計用於增加表面積，從而具有較高的瞬時電流能力，而船用（混合）電池和深循環電池的極板更厚，極板底部有更多空間，以便在電池短路之前聚集廢極板材料。
使用鉛銻極板的汽車電池需要定期補充純淨水，以補充因電解和蒸發而流失的水分。透過將合金元素改為鈣，較新的設計降低了水分流失率。現代汽車電池的維護需求較低，並且可能不再提供用於向電池單元加水的蓋子。此類電池在極板上方設有額外的電解液，以彌補電池使用壽命期間的損失。
一些電池製造商內建了比重計來顯示電池的充電狀態。[可疑-討論] [需要澄清]
主要的磨損機制是電池極板上活性物質的脫落，這些脫落物會積聚在電池底部，最終可能導致極板短路。將一組極板封裝在由透氣材料製成的塑膠隔離袋中，可以顯著減少這種情況。這樣可以讓電解液和離子通過，同時防止污泥堆積在極板上。污泥主要由硫酸鉛組成，硫酸鉛是在兩個電極上產生的。

## 環境影響
汽車電池回收可減少製造新電池所需的資源需求，將有毒鉛從垃圾掩埋場轉移，並防止不當處置的風險。一旦鉛酸電池不再能充電，它就被視為廢鉛酸電池 (ULAB)，根據《巴塞爾公約》被歸類為危險廢物。根據美國環保署的數據， 12 伏特汽車電池是全球回收率最高的產品。光是在美國，每年約有 1 億個汽車電池被更換，其中 99% 被送去回收。然而，在不受監管的環境中，回收工作可能會被錯誤地完成。作為全球廢棄物貿易的一部分，ULAB 從工業化國家運往發展中國家進行拆卸和回收。大約 97% 的鉛可以回收。 Pure Earth估計，發展中國家有超過 1,200 萬人受到 ULAB 加工過程中鉛污染的影響。
廢鉛酸蓄電池回收曾被用來作為支持污染避難所假說的例子。 2009年，美國環保署大幅收緊了針對鉛污染的國家環境空氣品質標準，這使得國內回收工作更加困難和昂貴，但並未禁止企業將回收工作轉移到環境標準較低、執法不嚴的國家。這一變化之後，美國對墨西哥的廢棄鉛酸蓄電池出口增加了四倍，隨之而來的是，居住在墨西哥電池回收廠兩英里（3.2公里）半徑範圍內的母親所生的低體重嬰兒數量顯著增加。